# Mobo (Masbate)
Mobo ist eine philippinische Stadtgemeinde in der Provinz Masbate. Sie hat 38.813 Einwohner (Zensus 1. August 2015).

## Baranggays
Mobo ist politisch in 29 Baranggays unterteilt.
| - Baang - Bagacay - Balatucan - Barag - Dacu - Fabrica - Guintorelan - Holjogon - Lalaguna - Lomocloc | - Luyong Catungan - Mabuhay - Mandali - Mapuyo - Marintoc - Nasunduan - Pinamalatican - Pinamarbuhan - Poblacion Dist. I - Poblacion Dist. II | - Polot - Sambulawan - Santa Maria - Sawmill - Tabuc - Tugawe - Tugbo - Umabay Exterior - Umabay Interior |